# Willinkapis chalybaea
Willinkapis chalybaea är en biart som först beskrevs av Heinrich Friese 1906.  Willinkapis chalybaea ingår i släktet Willinkapis och familjen korttungebin. Inga underarter finns listade i Catalogue of Life.